# Condado de Cedillo
El condado de Cedillo es un título nobiliario español que fue otorgado el 31 de mayo de 1624, por el rey Felipe IV a favor de Antonio Álvarez de Toledo y Heredia Ponce de León y Luna, III señor de Cedillo y notario mayor de Granada.
Desde sus orígenes la Casa de Cedillo estuvo adscrita al linaje toledano de la casa de Toledo; una línea agnada, pero ilegítima, de los condes de Fuensalida.
Juan Álvarez de Toledo, quien fue miembro de la corte del rey Juan II de Castilla, recibió, en recompensa por sus servicios militares, la dignidad de señor de Tocenaque, la casa solar de los futuros señores de Cedillo. Asimismo Pedro López de Ayala, alcalde mayor de Toledo, se erigió en firme partidario del infante Enrique, futuro Enrique IV, en 1421.
Fernán Álvarez de Toledo y Zapata, comendador de Castilnovo de la Orden de Alcántara y secretario de los Reyes Católicos, casado con Aldonza de Alcaraz, fueron los fundadores del mayorazgo de Cedillo en 1497.
Antonio Álvarez de Toledo obtuvo el título de I conde de Cedillo, el 31 de mayo de 1624, durante el reinado de Felipe IV, entroncando desde ese momento, con la nobleza titulada del reino de España.

## Escudo de armas
Escudo partido: 1. en campo de plata, dos lobos pasantes de sable uno sobre otro y bordura de gules cargada de ocho aspas de oro (López de Ayala); 2. cuartelado: 1 y 4 cuartelado en aspa de plata y gules, el 1. cuartel cargado de una cruz llana de gules, sobre el todo un escusón de azur con una flor de lis de plata; 2. y 3. en campo de oro, un castillo de piedra en su color (Álvarez de Toledo, conde de Cedillo).

## Últimos titulares del condado de Cedillo
- XIII: Jerónimo López de Ayala, Álvarez de Toledo y del Hierro, V marqués de Villanueva del Castillo, VI vizconde de Palazuelos, I barón de Hermoro.

Casó con María Morenés y García-Alessón. Le sucedió su hija:
- XIV: Josefina López de Ayala y Morenés. Le sucedió, por cesión en 1960, su hijo:[2]
- XV: José Luis Pérez de Ayala y López de Ayala (Bolullos Par del Condado, 21 de enero de 1931-Madrid, 19 de abril de 2023[3]

Casó con María de los Ángeles Becerril y Bustamante. Le sucedió su hijo:
- XVI:Luis Pedro Pérez de Ayala y Becerril.[4]